# Белорусско-германские отношения

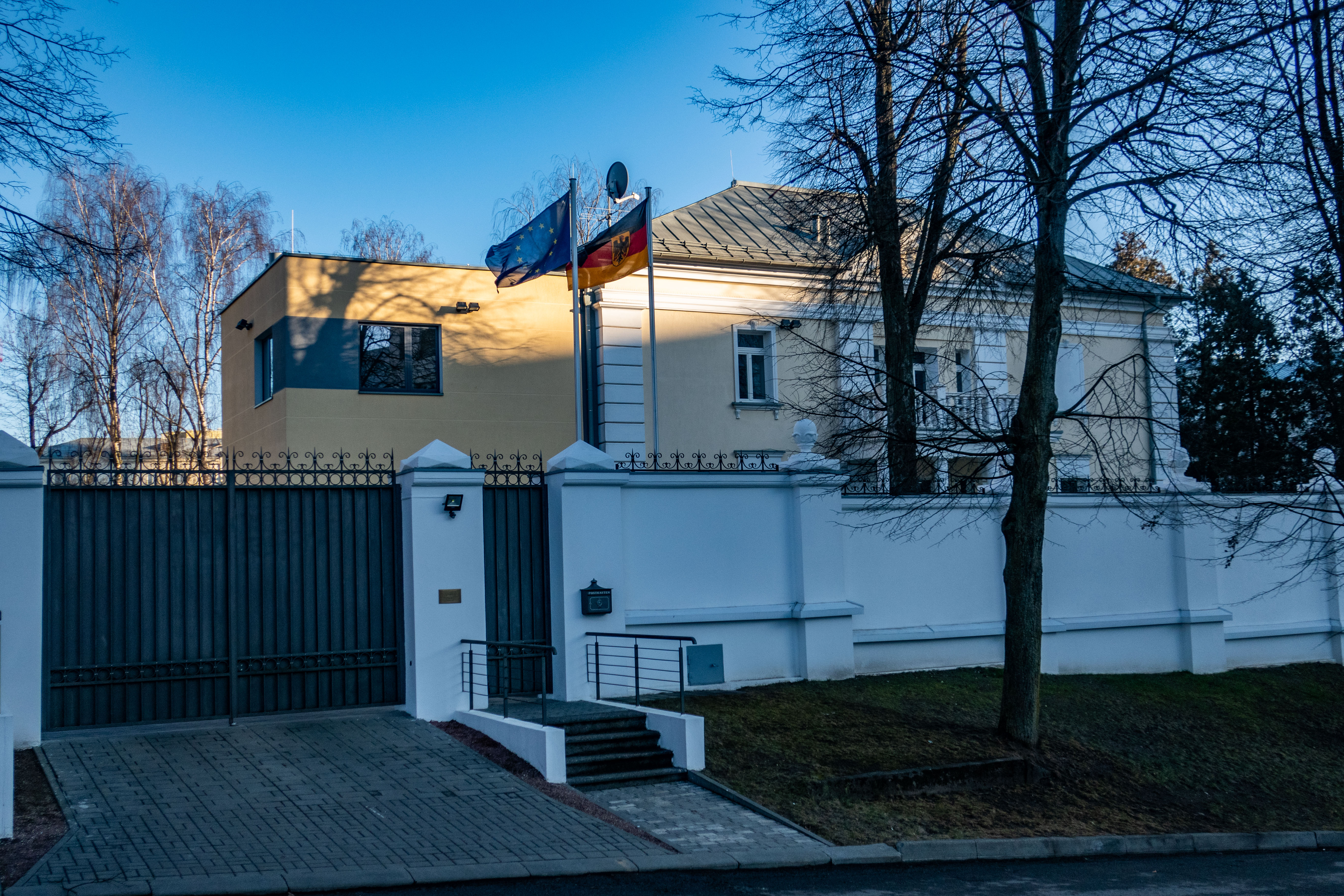
Посольство Германии в Минске

Дипломатические отношения между Республикой Беларусь и Федеративной Республикой Германия были официально установлены в 1992 году. В том же году в Минске было открыто посольство Германии. Посольство Республики Беларусь в Германии было открыто в Бонне в 1994 году и затем переведено в Берлин.

## Общая характеристика стран
|                                | Беларусь                 | Германия                              |
| ------------------------------ | ------------------------ | ------------------------------------- |
| Площадь, км²                   | 207 600                  | 357 021                               |
| Население, чел.                | 9 675 800                | 81 757 600                            |
| Государственное устройство     | президентская республика | федеративная парламентская республика |
| Объём ВВП (ППС), $ млрд        | 105,2                    | 2 806                                 |
| ВВП на душу населения (ППС), $ | 10 900                   | 34 219                                |

## История
Первым послом Республики Беларусь в Германии был Пётр Садовский, депутат Верховного Совета Беларуси от Белорусского Народного Фронта.
До 2024 года послом Республики Беларусь в Германии являлся Денис Сидоренко. Временным поверенным в делах Германии в Республике Беларусь является Андреа Викторин.
Страны также активно сотрудничают в культурной сфере. В Минске в 1993 году было открыто отделение Института имени Гёте. Однако в 2021 году отделение было закрыто по требованию Министерства иностранных дел Республики Беларусь.
5 марта 2012 года имело место негативное высказывание президента Беларуси Александра Лукашенко в адрес министра иностранных дел Германии, открытого гомосексуала, Гидо Вестервелле. Министр назвал Лукашенко диктатором, на что Лукашенко ответил: «Лучше быть диктатором, чем голубым».

## Торговля
Динамика внешней торговли в 2011—2019 годах (в млн долларов):
Крупнейшие позиции белорусского экспорта в Германию в 2017 году:
- Сырая нефть (606,6 млн долларов);
- Продольно-распиленные лесоматериалы (62,9 млн долларов);
- Проволока из нелегированной стали (37 млн долларов);
- Мебель (35,5 млн долларов);
- Тара из древесины (20,3 млн долларов);
- Прутки из легированной стали прочие (18,7 млн долларов);
- Легковые автомобили (18,6 млн долларов);
- Скрученная проволока из чёрных металлов без электроизоляции (17,1 млн долларов);
- Полиамиды (16,7 млн долларов);
- Прутки из нелегированной стали горячекатаные прочие (15,7 млн долларов);
- Нити комплексные синтетические (13,2 млн долларов);
- Овощи прочие (11,5 млн долларов);
- Стекловолокно (10,7 млн долларов).

Крупнейшие позиции белорусского импорта из Германии в 2017 году:
- Лекарства (52,1 млн долларов);
- Двигатели и генераторы электрические (51,2 млн долларов);
- Прицепы и полуприцепы (48,9 млн долларов);
- Тракторы и седельные тягачи (47,3 млн долларов);
- Машины и механические устройства специального назначения (45 млн долларов);
- Оборудование для термической обработки металлов (42,9 млн долларов);
- Автомобили легковые (42,2 млн долларов);
- Запчасти для автомобилей и тракторов (40,1 млн долларов);
- Медицинские устройства и приборы (30,3 млн долларов);
- Пищевые продукты прочие (27,4 млн долларов);
- Машины и механизмы для уборки и обмолота (26,2 млн долларов);
- Пульты, панели, столы для электроаппаратуры (25,9 млн долларов);
- Насосы воздушные или вакуумные, компрессоры и вентиляторы (24,8 млн долларов);
- Насосы жидкостные (24,2 млн долларов);
- Арматура для трубопроводов (22,7 млн долларов);
- Вакцины, сыворотки (20,5 млн долларов);
- Двигатели внутреннего сгорания (20,4 млн долларов);
- Амино-альдегидные, феноло-альдегидные смолы и полиуретаны (19,3 млн долларов);
- Посудомоечные машины (19,1 млн долларов);
- Передаточные механизмы (17,6 млн долларов);
- Инсектициды, гебрициды (17,4 млн долларов);
- Сельскохозяйственные машины (16,2 млн долларов);
- Двигатели турбореактивные и турбовинтовые, газовые турбины (16 млн долларов);
- Изделия из чёрных металлов прочие (15,3 млн долларов);
- Смазочные материалы (14,6 млн долларов);
- Приборы для измерения и контроля характеристик жидкостей и газов (14,2 млн долларов);
- Моющие и чистящие вещества (13,7 млн долларов);
- Центрифуги, оборудование и устройства для фильтрования жидкостей или газов (13,3 млн долларов);
- Машины для грунтовых работ (13,3 млн долларов);
- Полиацетали и полиэфиры, смолы эпоксидные (13 млн долларов);
- Изделия из пластмасс прочие (12,5 млн долларов);
- Краски и лаки на основе синтетических полимеров в неводной среде (12,4 млн долларов);
- Машины и устройства для подъёма, перемещения, погрузки и разгрузки (12,3 млн долларов);
- Полимеры этилена (12,2 млн долларов);
- Приборы для физического или химического анализа (12,4 млн долларов);
- Плиты, листы, плёнка из пластмасс (11,1 млн долларов);
- Грузовые автомобили (10,7 млн долларов);
- Нефтепродукты (10,6 млн долларов);
- Поилмеры винилхлорида (10 млн долларов).

За 2004—2008 совокупный объём внешней торговли между странами вырос более чем вдвое до 3,6 млрд долларов США, благодаря чему Германия заняла второе место среди стран вне СНГ в структуре белорусской внешней торговли. Основу белорусского экспорта составляет продукция металлургической и химической промышленности, машиностроения, текстильной, пищевой и лесной промышленности, а импорта — продукция машиностроения и химической промышленности. Объём белорусского импорта превышал в 2008 году объём экспорта в Германию более чем втрое. Германия также является важным инвестором для белорусской экономики.